# Amasonia
Amasonia es un género de plantas con flores con cinco especies pertenecientes a la familia de las lamiáceas, anteriormente se encontraba en las verbenáceas.
Es nativo de América tropical. 

## Taxonomía
El género fue descrito por Carlos Linneo el Joven y publicado en Supplementum Plantarum 48, 294. 1781[1782]. La especie tipo es: Amasonia erecta L. f. 

## Especies aceptadas
A continuación se brinda un listado de las especies del género Amasonia aceptadas hasta septiembre de 2014, ordenadas alfabéticamente. Para cada una se indica el nombre binomial seguido del autor, abreviado según las convenciones y usos.	
- Amasonia angustifolia Mart. & Schauer in A.DC (1847).
- Amasonia calycina Hook.f. (1887).
- Amasonia campestris (Aubl.) Moldenke (1934).
- Amasonia hirta Benth. (1839).
- Amasonia obovata Gleason (1931).